# معاهدة البقط
 معاهدة البقط  هي معاهدة بين مملكة المقرة والدولة الإسلامية في خلافة عثمان بن عفان بعد فتح جيش المسلمين لمصر، استمرت نحو سبعمائة سنة، لذا تعتبر من أطول المعاهدات في التاريخ.
عقدت المعاهدة عام 651 بعد الميلاد. في تلك السنة، قاد عبد الله بن أبي السرح جيشًا بإتجاه الجنوب ضد الممالك المسيحية في النوبة. بعد معركة دنقلا، أدرك ابن أبي السرح صعوبة الاستيلاء على هذه المنطقة. لذا عقد المعاهدة التي تم التفاوض عليها بين أبي سرح وملك المقرة «كالديرات».

## خلفية الأحداث
كان المسلمون يطلقون علي النوبة لفظ «الأساود»، وقد اصطدم المسلمون بها في أول سنوات الفتح لمصر حين أرسل إليهم عمرو بن العاص جيشا بقيادة عقبة بن نافع الفهري سنة 21هـ، ولكن الجيش رجع دون تحقيق شيء، إذ قابله أهل النوبة بقتال شديد ورجع كثير من المسلمين بأعين مفقوءة، فقد كان رماة النوبة مهرة بالسهام، يصيبون بها إصابات دقيقة حتى في العيون، ولذلك سماهم المسلمون «رماة الحدق».
يروي الواقدي أحداث هذه المعركة فيقول:
| معاهدة البقط | حدثنا إبراهيم بن جعفر عن عمر بن الحارث عن أبى قبيل حيى بن هاني المعافرى، عن شيخ من حمير قال: "شهدت النوبة مرتين في ولاية عمر بن الخطاب، فلم أر قومًا أحد في حرب منهم. لقد رأيت أحدهم يقول للمسلم: أين تحب أن أضع سهمي منك؟ فربما عبث الفتى منا فقال: في مكان كذا، فلا يخطئه، كانوا يكثرون الرمى بالنبل فما يكاد يرى من نبلهم في الأرض شيء. فخرجوا إلينا ذات يوم فصافونا ونحن نريد أن نجعلها حملة واحدة بالسيوف، فما قدرنا على معالجتهم. رمونا حتى ذهبت الأعين فعدت مئة وخمسون عينًا مفقوءة. فقلنا: ما لهؤلاء خير من الصلح، إن سلبهم لقليل وإن نكابتهم لشديدة | معاهدة البقط |

ومع هذا فإن عمرو بن العاص لم يصالح أهل النوبة، وقد توالت محاولات المسلمين لدخول النوبة، لكنها استعصت على الفتح نحو عشر سنين. ثم تولى عبد الله بن سعد بن أبي سرح ولاية مصر في عهد الخليفة الثالث عثمان بن عفان سنة 25هـ، فنقض النوبيون الصلح وهاجموا صعيد مصر، فقام ابن أبي سرح بالخروج نحوهم في جيش تعداده عشرين ألف مقاتل وسار إلى دنقلا عاصمة النوبيين وحاصرها وضربها بالمنجنيق.
وفي النهاية بعد حصار طويل استسلم أهل النوبة وسألوا عبد الله بن سعد الصلح والموادعة، فدعاهم إلى هدنة عرفت باسم معاهدة البقط، وكانت في رمضان سنة 31هـ. كانت المعاهدة أشبه بمعاهدة اقتصادية بين مصر وبلاد النوبة: مصر تمدهم بالحبوب والعدس، والمقرة ترسل الرقيق لمصر.

## بنود المعاهدة
كانت المعاهدة اتفاقا شفهيا وذات بنود واضحة وهي:
- ألا يهاجم العرب النوبة وأن النوبيين لن يهاجموا مصر.
- لمواطني البلدين حرية التجارة والسفر بين البلدين، ويحق لهم المرور بأمان من دولة لأخرى.
- منع الهجرة والاستيطان لمواطني الدولتين في أراضي الدولة الأخرى.
- تسلم كل دولة العبيد المارقين من الدولة الأخرى إليها.
- النوبيين كانت مسؤولة عن الحفاظ على مسجد للزوار المسلمين والمقيمين.
- المسلمون ليسوا ملتزمين بحماية النوبيين من الهجمات من قبل أطراف ثالثة.
- تقدم المقرة 360 عبدًا سنويًا من ما يحصلون عليه من الممالك المجاورة إلى والي مصر. على أن يكون هؤلاء العبيد صحيحي الأبدان ليسوا من العجائز أو الأطفال، ويكونوا خليطًا من الذكور والإناث. يضاف عليهم 40 عبدًا توزع على وجهاء ولاية مصر.

## تعليق على المعاهدة
تناول ابن عبد الحكم أحد المؤرخين الأوائل المعاهدة، وأورد نصين مختلفتين للمعاهدة. الأول يُلزم النوبة بإرسال العبيد، والثاني يضيف التزامًا من ولاية مصر أيضًا بإرسال البضائع من القمح والعدس للمقرة.
هذه المعاهدة لم يسبق له مثيل في تاريخ الفتوحات الإسلامية، وهي تشبه تحالفات الإمبراطورية البيزنطية أحيانًا مع جيرانها. كما أنها أوقفت نشر الإسلام في هذه المنطقة لمدة 700 عام، مما تسبب في بعض الجدل بين علماء الدين الإسلامي حول ما إذا كانت تنتهك واجب الجهاد.
في عام 830، غرقت مصر في فتنة خلاف الأمين والمأمون، فامتنع الملك زكريا الثالث ملك المقرة عن دفع ما ألزمته به المعاهدة. وعندما خمدت الثورة، أرسل والي مصر إلى المقرة رسولاً مطالبًا استئناف المعاهدة، ودفع المتأخرات، وبسبب عدم قدرة زكريا على دفع ذلك مرة واحدة، أرسل ابنه ووريثه جيورجيوس في رحلة طويلة إلى بغداد عام 835، للتفاوض مباشرة مع الخليفة. حققت هذه الرحلة نجاحًا كبيرًا، وألغيت المتأخرات وتم تعديل المعاهدة بحيث لا تلتزم المقرة سوى بالدفع كل ثلاث سنوات.
كانت تلك المعاهدة من أوثق العلاقات خلال الحكم الفاطمي لمصر، حيث كان حلفاء الفاطميين الشيعة قلائل في العالم العربي، لذا أصبحت النوبة حليفًا هامًا لهم. كما شكّل العبيد المرسلين من النوبة العمود الفقري للجيش الفاطمي، ثم ساءت العلاقات أثناء حكم الأيوبيين، وانتهت تقريبًا في فترة حكم المماليك.
وانتهت المعاهدة في منتصف القرن الرابع عشر الميلادي، مع الانهيار التام لمملكة المقرة.